# Gratiot (Wisconsin)
Gratiot ist eine Gemeinde (mit dem Status „Village“) im Lafayette County im US-amerikanischen Bundesstaat Wisconsin. Im Jahr 2010 hatte Gratiot 236 Einwohner.

## Geografie
Gratiot liegt im Südwesten Wisconsins am Pecatonica River, einem Nebenfluss des in den Mississippi mündenden Rock River. Die vom Mississippi gebildete Grenze zu Iowa befindet sich 56 km westlich, die Grenze zu Illinois verläuft 9 km südlich der Stadt. Die geografischen Koordinaten von Gratiot sind 42°34′44″ nördlicher Breite und 90°01′21″ westlicher Länge. Das Gemeindegebiet erstreckt sich über eine Fläche von 1,53 km² und ist vollständig von der Town of Gratiot umgeben, ohne dieser anzugehören.
Nachbarorte sind Lamont (16,9 km nordnordöstlich), Wiota (10,5 km nordöstlich), South Wayne (12,6 km östlich), Warren in Illinois (11,3 km südsüdöstlich), Apple River in Illinois (14,5 km südwestlich), Shullsburg (18 km westlich) und Darlington (17,9 km nordwestlich).
Die nächstgelegenen größeren Städte sind La Crosse (216 km nordnordwestlich), Wisconsins Hauptstadt Madison (97,6 km nordöstlich), Rockford in Illinois (101 km ostsüdöstlich), die Quad Cities in Iowa und Illinois (167 km südsüdwestlich) sowie Dubuque in Iowa (61,4 km westlich).

## Verkehr
Der Wisconsin State Highway 11 verläuft als Hauptstraße in West-Ost-Richtung durch Gratiot und kreuzt dort den Wisconsin State Highway 78. Alle weiteren Straßen sind untergeordnete Landstraßen, teils unbefestigte Fahrwege sowie innerörtliche Verbindungsstraßen.
Die nächsten Flughäfen sind der Dubuque Regional Airport (73,3 km westsüdwestlich) und der Dane County Regional Airport in Madison (106 km nordöstlich).

## Bevölkerung
Nach der Volkszählung im Jahr 2010 lebten in Gratiot 236 Menschen in 97 Haushalten. Die Bevölkerungsdichte betrug 154,2 Einwohner pro Quadratkilometer. In den 97 Haushalten lebten statistisch je 2,43 Personen. 
Ethnisch betrachtet bestand die Bevölkerung mit fünf Ausnahmen nur aus Weißen. 
24,2 Prozent der Bevölkerung waren unter 18 Jahre alt, 57,6 Prozent waren zwischen 18 und 64 und 18,2 Prozent waren 65 Jahre oder älter. 46,2 Prozent der Bevölkerung war weiblich.
Das mittlere jährliche Einkommen eines Haushalts lag bei 36.667 USD. Das Pro-Kopf-Einkommen betrug 19.512 USD. 12,0 Prozent der Einwohner lebten unterhalb der Armutsgrenze.